# Nowa Wieś Człuchowska (przystanek kolejowy)
Nowa Wieś Człuchowska – zlikwidowany przystanek osobowy, a dawniej stacja kolejowa w Nowej Wsi w Polsce, w województwie pomorskim, w powiecie człuchowskim, w gminie Przechlewo.